# LACM 149371
El LACM 149371 (espécimen 149371 del Museo de Historia Natural del Condado de Los Ángeles) es un enigmático diente fósil de un mamífero indeterminado del Paleógeno (hace 66 a 23 millones de años) de Perú. Procede del yacimiento paleontológico de Santa Rosa, de edad incierta pero posiblemente de finales del Eoceno (55 a 34 Ma) o del Oligoceno (34 a 23 Ma). El diente está mal conservado y puede haber sido degradado por el agua ácida o porque pasó por el tracto digestivo de un depredador. Su mayor dimensión es de 2,65 mm. Tiene forma triangular y seis cúspides que rodean el centro del diente, donde hay tres cuencas (fossae). Las crestas conectan las cúspides y separan las fosas. La estructura microscópica del esmalte está mal conservada.
LACM 149371 fue descrito en 2004 por Francisco Goin y sus colegas, que interpretaron provisionalmente el diente como un último molar superior izquierdo. Aunque observaron similitudes con ungulados sudamericanos, algunos roedores primitivos y multituberculados, creyeron que el diente era probablemente de un gondwanaterio. De entre los gondwanatérios -un grupo pequeño y poco conocido por lo demás del Cretácico al Eoceno de algunos de los continentes meridionales (Gondwana)- pensaron que el Ferugliotherium argentino del Cretácico era el más parecido.

## Descubrimiento y contexto
LACM 149371 fue descubierto en 1998 en el yacimiento paleontológico de Santa Rosa, en la región peruana de Ucayali. La fauna de Santa Rosa también contiene fósiles de varias especies únicas de marsupiales y roedores histricognatos, un posible murciélago y algunos notoungulados. La fauna fue publicada en un volumen de la Science Series del Museo de Historia Natural del Condado de Los Ángeles en 2004, que incluía un artículo de Francisco Goin y sus colegas en el que se describía y analizaba LACM 149371.
La edad de la fauna de Santa Rosa sigue siendo muy incierta, ya que el afloramiento donde se encontraron los fósiles no se puede situar fácilmente en una unidad estratigráfica conocida, y los fósiles son tan distintos de otras faunas fósiles conocidas que la bioestratigrafía no puede proporcionar una estimación precisa. En un resumen del volumen de 2004, Kenneth Campbell atribuyó provisionalmente Santa Rosa a la edad mamífero de América del Sur (SALMA) Mustersense, que situó cerca del límite Eoceno-Oligoceno, hace unos 35 millones de años.  Sin embargo, Mario Vucetich y sus colegas sugirieron en 2010 que la fauna de Santa Rosa puede ser sustancialmente posterior, tal vez tan joven como la SALMA Deseadense (Oligoceno tardío, hace unos 25 millones de años). Según Campbell, los mamíferos de Santa Rosa probablemente vivían en un hábitat de sabana que contenía ríos.

## Descripción
LACM 149371 es un diente de tipo molar mal conservado que carece en gran medida de una superficie de esmalte reconocible y muestra muchos pequeños surcos y agujeros en la superficie de la corona, lo que sugiere que el diente puede haber sido degradado químicamente, tal vez por el agua ácida o porque pasó por el tracto digestivo de un depredador. Las raíces están rotas, pero las cavidades pulpares restantes sugieren la presencia de cuatro raíces principales, que están parcialmente unidas en dos pares. Una cavidad pulpar más pequeña entre esas raíces sugiere la probable presencia de una quinta raíz y una ligera depresión en el diente puede representar otra raíz.
La corona del diente es triangular y contiene seis cúspides, conectadas por crestas bajas, que rodean dos fosas (cuencas) prominentes y bajas y una tercera fosa más pequeña. Por la complejidad de la corona, Goin y sus colegas lo interpretaron como un molar; por el número de raíces, la disposición de las cúspides y la forma del diente, como un molar superior; y porque se estrecha hacia el final, como un último molar. Uno de los lados, el más largo, es plano y bajo en comparación con los demás, lo que sugiere que se trata de la cara labial (externa). Esto implicaría que el diente es de la mandíbula izquierda. Según esta interpretación, la longitud del diente es de 2,65 mm, la anchura de 2,20 mm, la altura de la cara labial de 1,05 mm y la altura de la cara lingual de 1,30 mm.
Por comodidad, Goin y sus colegas designaron las seis cúspides como A a F: A en la esquina labial anterior del diente; B en la cara labial; C en la esquina posterior; D en la cara lingual (interna); E en la esquina lingual anterior; y F en la cara anterior. La fosa frontal grande está situada entre las cúspides A, B, D, E y F; la fosa intermedia más pequeña está entre las cúspides B y D; y la fosa posterior mucho más pequeña está justo delante de la cúspide C. Las tres son casi redondas.  La cúspide A, la más grande, tiene forma triangular y está separada de la más pequeña y redondeada B por un valle profundo; una cresta baja conecta las dos cúspides más hacia lingual, separando el valle de la fosa anterior. En su parte posterior, B conecta con una larga cresta que alcanza la fosa posterior y detrás de ella la pequeña cúspide C, que tiene un surco en su lado labial. Un valle la separa de la cúspide D. La cúspide D tiene forma de cresta y forma la pared lingual de la fosa intermedia; es descrita como «muy extraña», y de hecho puede consistir en dos cúspides triangulares fusionadas. Una cresta que sale de D separa la parte posterior de la fosa intermedia, y otra cresta más grande separa la parte anterior de la fosa posterior y casi alcanza la cúspide B. La cúspide E es triangular y está separada de las cúspides F y D por valles, que están bordeados internamente por crestas que conectan las cúspides. F es redondeada. La microestructura del esmalte dental no es claramente reconocible, evidentemente porque el diente está degradado, aunque se reconocen estructuras parecidas a prismas de esmalte (haces de cristales de hidroxiapatita) y bandas de Hunter-Schreger.

## Identidad
Debido a la complejidad de la corona, Goin y sus colegas identificaron el diente como un mamífero; aunque algunos grupos no mamíferos, como los crocodilianos, pueden tener dientes complejos, ninguno se aproxima al nivel de complejidad visto en LACM 149371. No pudieron encontrar ninguna semejanza con los australosfénidos incluyendo monotremas, metaterios incluyendo marsupiales, xenartros, y algunos grupos relacionados. Vieron algunas semejanzas generales con los premolares superiores de los primeros ungulados sudamericanos, pero la disposición de las cúspides es diferente de la de cualquier ungulado.  También hay algunas semejanzas con los primeros roedores Ivanantonia de Asia y Nonomys de Norteamérica, pero Ivanantonia tiene un surco central y carece de fosas, y Nonomys tiene un cíngulo prominente (repisa) en los bordes del diente y también carece de las fosas de LACM 149371.
El diente se asemeja a los multituberculados -un gran grupo de mamíferos extintos con dientes de muchas cúspides- en las formas de los valles y las crestas, pero los multituberculados carecen de fosas y suelen tener dientes cuadrangulares con dos filas longitudinales de cúspides separadas por un valle central. En los mismos rasgos, LACM 149371 se asemeja a los gondwanatheres, un pequeño y enigmático grupo de mamíferos del Cretácico al Eoceno de los continentes meridionales (Gondwana) que podrían estar relacionados con los multituberculados. En concreto, Ferugliotherium, del Cretácico tardío de Argentina, presenta cúspides de forma similar y también crestas que conectan las cúspides con el centro del diente. Sin embargo, se desconocen los molares superiores y los dientes de Ferugliotherium, de corona baja, carecen de fosas profundas. Los miembros de la familia Sudamericidae de gondwanathere con coronas más altas sí tienen fosas. Goin y sus colegas concluyen que LACM 149371 muy probablemente representa a un miembro de la familia Ferugliotheriidae de gondwanathere; si es así, estaría entre los gondwanatheres más jóvenes conocidos.